# La Charme
La Charme és un municipi francès situat al departament del Jura i a la regió de Borgonya - Franc Comtat. L'any 2007 tenia 41 habitants.

## Demografia

### Població
El 2007 la població de fet de La Charme era de 41 persones. Hi havia 13 famílies de les quals 3 eren unipersonals (3 dones vivint soles i 3 dones vivint soles), 3 parelles sense fills i 7 parelles amb fills.
La població ha evolucionat segons el següent gràfic:
Habitants censats

### Habitatges
El 2007 hi havia 22 habitatges, 17 eren l'habitatge principal de la família, 2 eren segones residències i 3 estaven desocupats. 22 eren cases i 1 era un apartament. Dels 17 habitatges principals, 15 estaven ocupats pels seus propietaris, 1 estava llogat i ocupat pels llogaters i 2 estaven cedits a títol gratuït; 2 tenien dues cambres, 1 en tenia tres, 5 en tenien quatre i 9 en tenien cinc o més. 16 habitatges disposaven pel capbaix d'una plaça de pàrquing. A 7 habitatges hi havia un automòbil i a 10 n'hi havia dos o més.

### Piràmide de població
La piràmide de població per edats i sexe el 2009 era:
| Homes | Edats   | Dones |
| ----- | ------- | ----- |
| 0     | 95 o +  | 0     |
| 0     | 90 a 94 | 0     |
| 1     | 85 a 89 | 1     |
| 0     | 80 a 84 | 2     |
| 1     | 75 a 79 | 2     |
| 2     | 70 a 74 | 4     |
| 0     | 65 a 69 | 0     |
| 0     | 60 a 64 | 0     |
| 0     | 55 a 59 | 0     |
| 1     | 50 a 54 | 0     |
| 4     | 45 a 49 | 0     |
| 5     | 40 a 44 | 2     |
| 3     | 35 a 39 | 2     |
| 0     | 30 a 34 | 1     |
| 0     | 25 a 29 | 0     |
| 0     | 20 a 24 | 0     |
| 1     | 15 a 19 | 3     |
| 1     | 10 a 14 | 1     |
| 1     | 5 a 9   | 0     |
| 1     | 0 a 4   | 0     |

## Economia
El 2007 la població en edat de treballar era de 27 persones, 23 eren actives i 4 eren inactives. Les 23 persones actives estaven ocupades(12 homes i 11 dones).. De les 4 persones inactives 3 estaven jubilades i 1 estava classificada com a «altres inactius».
Activitats econòmiques
L'únic establiment que hi havia el 2007 era d'una empresa de comerç i reparació d'automòbils.

## Poblacions més properes
El següent diagrama mostra les poblacions més properes.